# 김만태 (1961년)

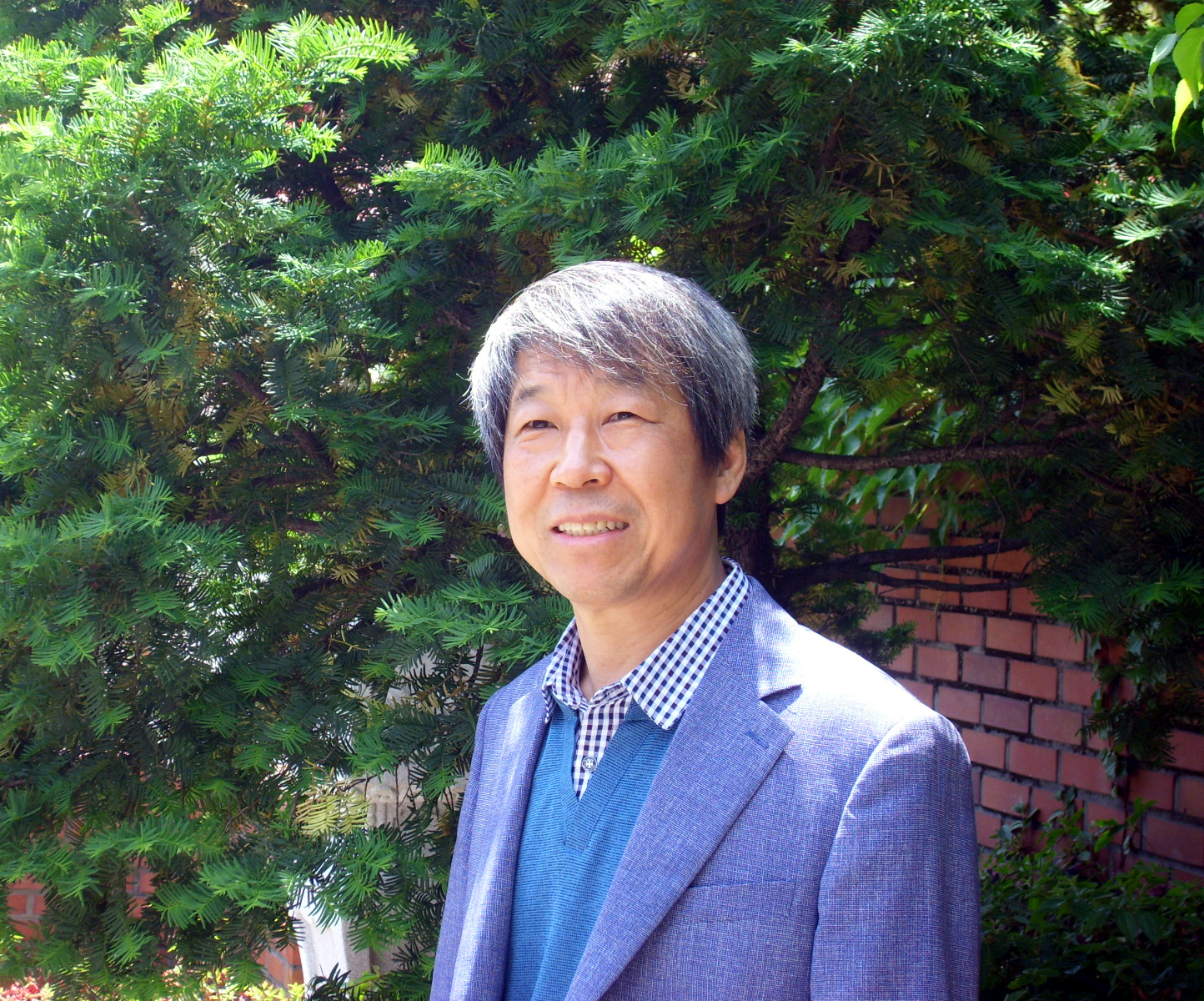
김만태교수 (동방대학원대학교 미래예측학과)

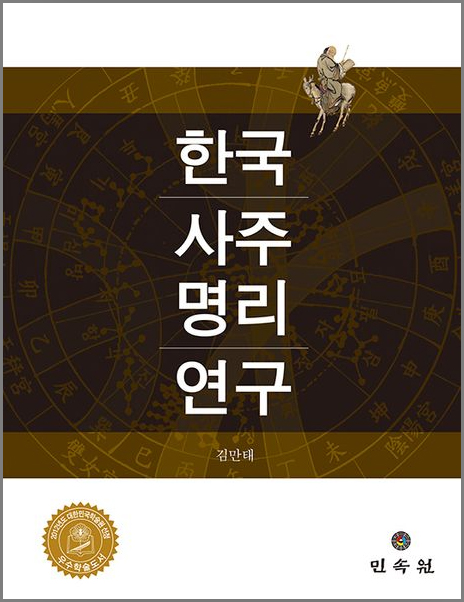
2012년 대한민국학술원 선정 우수학술도서 <한국 사주명리 연구>, 2022년 2쇄 발간

김만태(金萬泰, 1961년 3월 20일~)는 대한민국의 대학교수로서, 대한민국 최초 국립대 사주명리학 박사이자 대한민국 최초 사주명리학 전공 대학 전임교수이다.
1961년 경북 칠곡에서 태어났다. 인하대학교 항공공학과를 졸업하고 국방부 등에서 근무했다. 서른 즈음부터 한국문화와 사주명리, 정신세계에 지대한 관심이 생겨서 꾸준히 공부를 해왔다. 마흔 이후 인생의 큰 고비를 겪으면서 본격적으로 사주명리를 주제로 원광대학교 동양학대학원에서 동양철학 석사과정, 국립안동대학교 대학원에서 민속학 박사과정을 공부했다.
서라벌대학교 풍수명리과 교수·학과장으로 재직하였고, 동방대학원대학교 미래예측학과 교수 및 명리성명학연구소 소장으로 재직했으며, 명리학심층과제연구․현대명리연구․명리진로적성연구․명리성명학연구 등을 연구하고 강의하였다.
현재는 경북대학교 평생교육원에서 정선사주명리, 훈민정음 오행성명학, 실생활 주역 등을 강의하고 있다.
연구 논저로 ｢명리학의 한국적 수용 및 전개과정에 관한 연구｣(석사, 2005), ｢한국 사주명리의 활용양상과 인식체계｣(박사, 2010),『한국 사주명리 연구』(2011, 대한민국학술원 우수학술도서), 『한국 성명학 신해』(2016․2018),『정선명리학강론』(2022), ｢한글에 함축된 음양 배속, 오행 상생, 천지인 삼원 사상 고찰｣(2022) 등을 비롯해 110편 이상이 있다.
사주명리․성명학 관련 학술연구 논문을 한국․중국․일본 등에서 가장 많이 저술하였다(KCI 등재 100여 편).

## 경력
경북대학교 평생교육원 강의(정선사주명리, 실생활 주역, 훈민정음 오행성명학) (2023년 9월~현재)

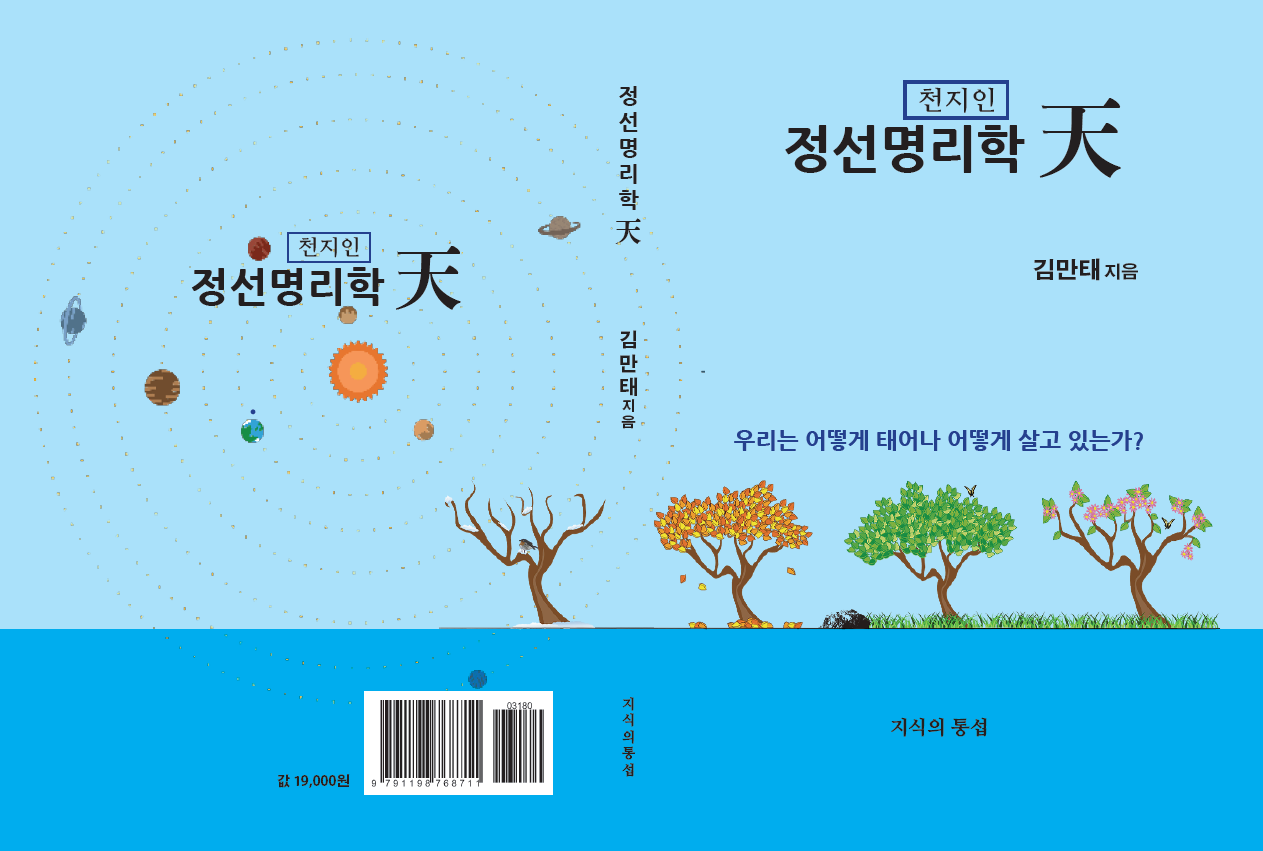
정선명리학 천(天) (2024년)

동방대학원대학교 미래예측학과 교수(명리학·성명학) (2013년 3월~2022년 12월)
동방대학원대학교 명리성명학연구소장 (2013년 3월~2022년 12월)
서라벌대학교 풍수명리과 교수·학과장 (2010년 3월~2013년 2월)
서라벌대학교 풍수명리과 시간강사 (2009년 3월~2010년 2월)

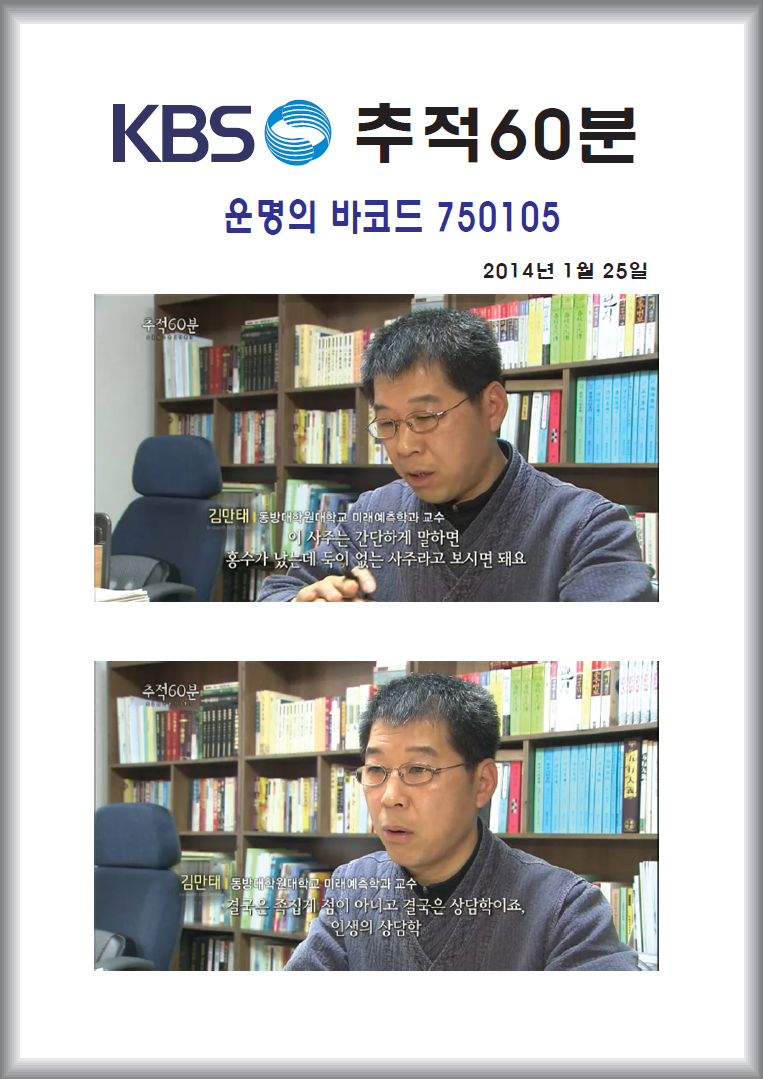
KBS 추적 60분 (2014년 1월 25일)

바른역사학술원 편집위원 (2022년 1월 1일~현재)
실천민속학회 평생회원 (2007년 8월 1일~현재)
한국명리성명학회 창립회장 (2015년 3월 1일~현재)
(사)K-문화융합협회 학제간융합위원장(2022년 1월 1일~현재)

## 학력
국립안동대학교 대학원(문학박사): ｢한국 사주명리의 활용양상과 인식체계｣(2010년)
원광대학교 동양학대학원(문학석사): ｢명리학의 한국적 수용 및 전개과정에 관한 연구｣(2005년)
인하대학교 항공공학과(공학사)(1984년)

## 연구실적

### 연구서

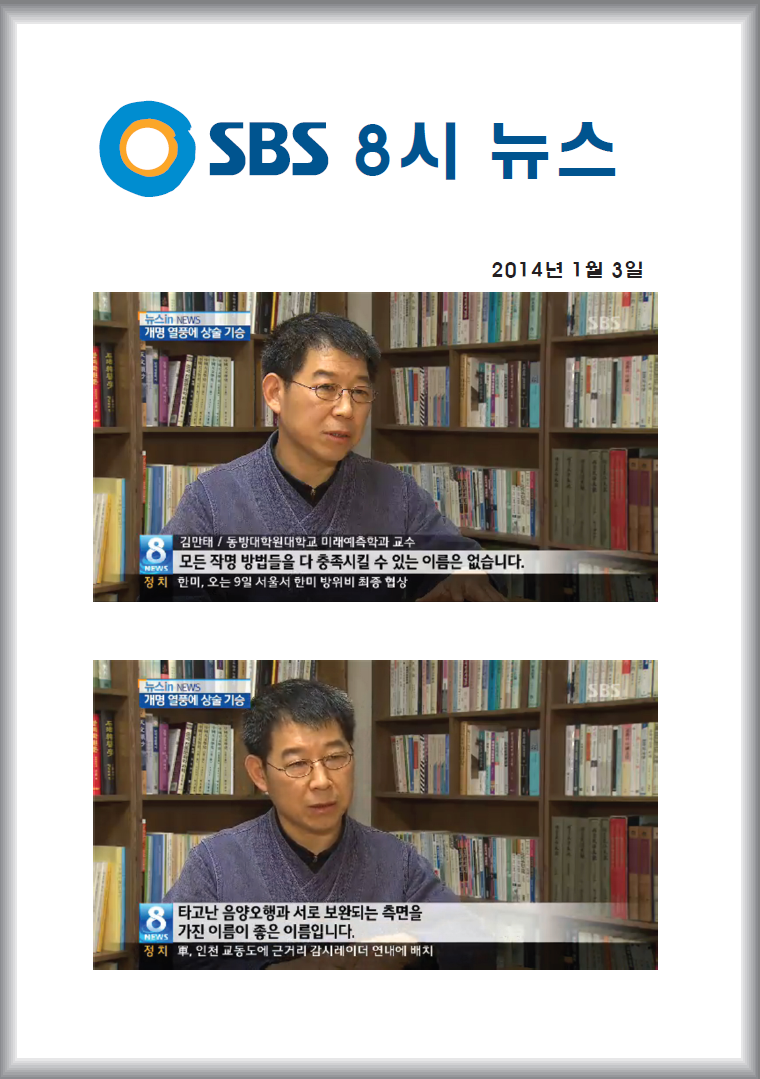
SBS 8시 뉴스 (2014년 1월 3일)

『정선명리학 천(天)』(2024),『정선명리학 지(地)』(2024),『정선명리학 인(人)』(2025)
『올바른 작명을 위한 훈민정음』(2025),『실생활 주역』(2024)
『정선명리학강론』(2022),『훈민정음 모자음오행 성명학』(2022)
『한국 사주명리 연구』(2012년 대한민국학술원 우수학술도서 선정, 2022년 2쇄 발간)
『한국 성명학 신해』(2016) 등 15권

### 연구논문
한국연구재단 KCI 등재 학술논문 100여 편

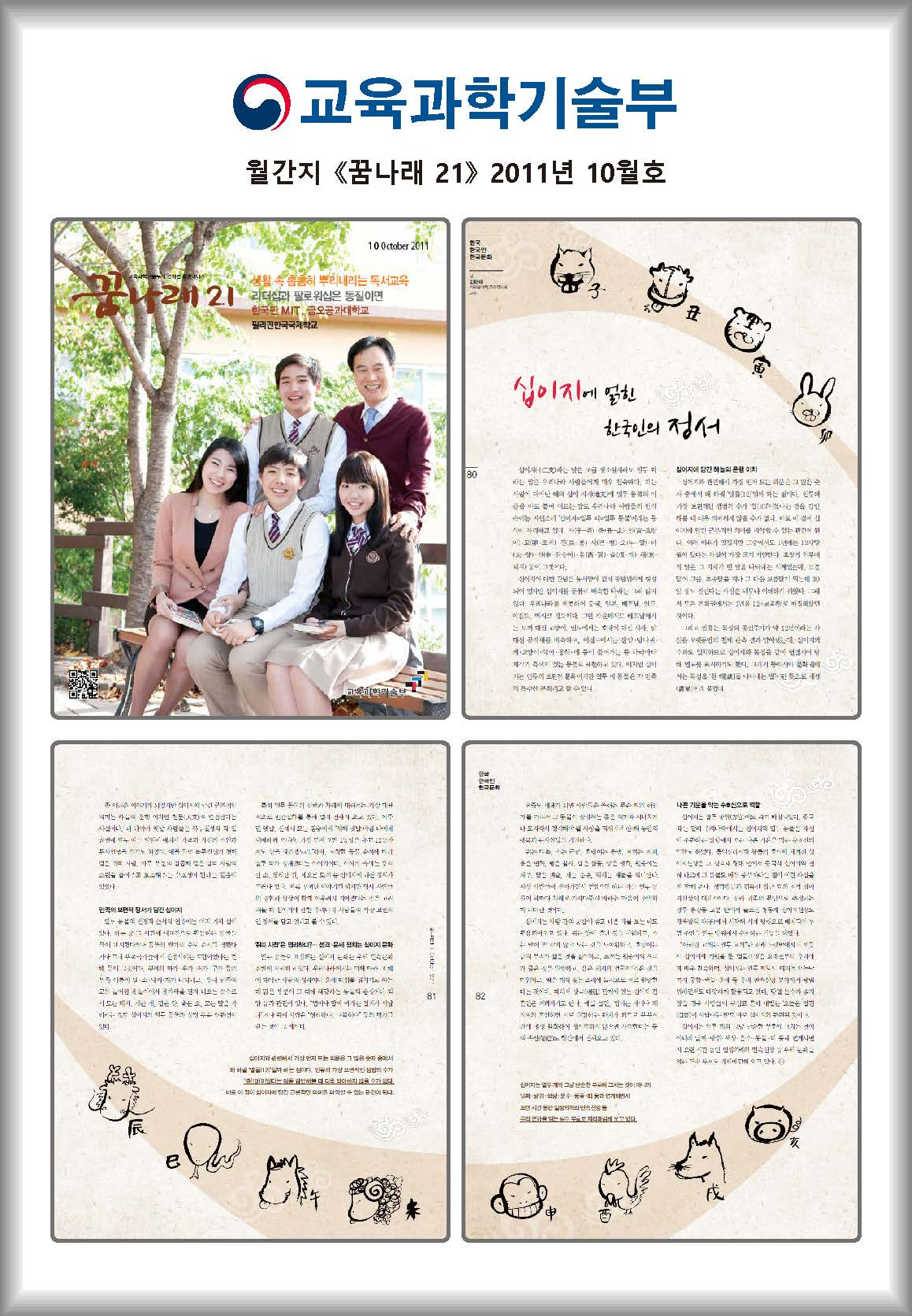
교육과학기술부 월간지 꿈나래 21 (2011년 10월호)

일본 81수 작명법, 구마사키 겐오(熊﨑健翁)의『성명의 신비(姓名の神祕)』비판적 고찰(2025), 천지의 오행 중 토행(土行)의 명리학적 의미 고찰(2025), 사주명리의 주요 신살(神殺)에 관한 고찰(2025), 현대 사주명리 상담의 현장론적 연구(2025), 서자평(徐子平)의 명통부(明通賦)에 함축된 신법명리(新法命理) 체계와 특징(2023), 명리학의 학문적 정체성 확립에 관한 연구-한국연구재단 학술연구분야분류 설정을 중심으로(2022), 한글에 함축된 음양 배속, 오행 상생, 천지인 삼원 사상 고찰(2022), 타로(Tarot) 메이저 아르카나와 음양(陰陽)·삼원(三元)의 상관성 고찰(2021), 훈민정음해례(訓民正音解例)에 의거한 모자음(母子音)오행성명학의 실증사례 분석(2020), 황제내경(黃帝內經)과 동의보감(東醫寶鑑) 정기신(精氣神)론의 명리학적 적용 고찰(2020), 조선조 음양과(陰陽科) 명과학(命課學)의 필수과목 원천강(袁天綱) 연구(2019), 육자진언(六字眞言) ‘옴마니반메훔’ 소리의 모자음오행 분석(2019), 모자음오행(母子音五行)의 성명학적 적용 연구(2019), 허균과 홍길동의 명리학적 연관성 고찰(2018), 기독교와 명리학의 양립가능성에 대한 고찰: 기독교의 예정론과 명리학의 운명론을 중심으로(2018), 중국 명리원전≪낙록자부주(珞琭子賦注)≫에 관한 고찰(2018), MBTI와 사주명리의 연관성 고찰: 외향성과 내향성을 중심으로(2018), 한국사회 이혼현상에 따른 부부궁합(夫婦宮合)의 명리학적 고찰(2018), 성명(姓名)에서 이름자(名字)의 불용문자(不用文字) 고찰(2018), 무라야마 지쥰(村山智順)의 조선 점복조사에 대한 비판적 고찰(2018), 한국 성명학(姓名學) 연구의 현황과 과제(2017), 명리원전 『명리정종(命理正宗)』에 함축된 병약(病藥)사상 고찰(2017), 『조선왕조실록』에 나타난 사주명리의 반체제적 성향(2016), 한국 사주명리 연구의 현황과 과제(2016), 중국 명리원전 <낙록자삼명소식부주(珞琭子三命消息賦注)> 고찰(2016), 중국 명리원전(命理原典) ≪이허중명서(李虛中命書)≫ 고찰(2016), 신재효의 판소리 사설에 나타난 민속신앙(2016), 음양오행론에서 『회남자(淮南子)』와 『오행대의(五行大義)』의 위상과 상이점(2016), 현대 한국사회의 이름짓기 요건에 관한 고찰: 발음오행 성명학을 중심으로(2015), 간지기년(干支紀年)의 형성과정과 세수(歲首) 역원(曆元) 문제(2015), 사시(四時) 월령(月令)의 명리학적 수용에 관한 고찰(2014), 창씨개명 시기에 전파된 일본 성명학(姓名學)의 영향(2014), 명리학에서 시간(時間)에 관한 논점 고찰: 자시(子時)를 중심으로(2014), 십이지(十二支)의 상호작용 관계로서 충(衝)·형(刑)에 관한 근원 고찰(2013), 서거정의 명리관(命理觀) 연구: 『오행총괄』서(序)와 『필원잡기』를 중심으로(2013), 사주와 운명론, 그리고 과학의 관계(2013), 지지(地支)의 상호 변화작용 관계로서 지지합(地支合) 연구(2012), 조선조 명과학(命課學) 시취서(試取書) 『서자평(徐子平)』에 관한 연구(2012), 성수신앙의 일환으로서 북두칠성의 신앙적 화현 양상(2012), 훈민정음의 제자원리와 역학사상: 음양오행론과 삼재론을 중심으로(2012), 천간(天干)의 상호 변화작용 관계로서 천간합(天干合) 연구(2012), 현대 한국사회의 이름짓기 방법과 특성에 관한 고찰: 기복신앙적 관점을 중심으로(2011), 민속신앙을 읽는 부호, 십간(十干)ㆍ십이지(十二支)에 대한 근원적 고찰(2011), 한국 일생의례의 성격 규명과 주술성(2011), 조선 전기 이전 사주명리(四柱命理)의 유입 과정에 대한 고찰(2010), 현대 세시풍속에서 민속놀이의 존재 양상과 향후 전망: 대구·경북 지방을 중심으로(2010), 정초(正初) 점복풍속에 관한 연구: 윷점·오행점·토정비결을 중심으로(2010), ‘짜장면’의 토착화 요인과 문화적 의미(2009), 윷놀이에 관한 쟁점 고찰: <사희경(柶戱經)>의 존재 여부와 윷놀이의 유래를 중심으로(2009), 한국인의 삶에서 수연례(壽宴禮)가 갖는 의미 분석(2008), 한국 점복의 정의와 유형 고찰(2008) 등
| 김만태 교수 주요 논문 목록                                                                                                   |
| 사주명리의 주요 신살(神殺)에 관한 고찰 바른역사학술원, 역사와 융합 9(1), 2025.02                                             |
| 현대 사주명리 상담의 현장론적 연구 실천민속학회, 실천민속학연구 45, 2025.02                                                  |
| 서자평(徐子平)의 명통부(明通賦)에 함축된 신법명리 체계와 특징 한양대학교 미래문화연구소, 미래문화 7, 2023.07                 |
| 명리학의 학문적 정체성 확립에 관한 연구 글로벌지식융합학회, 지식융합 5(1), 2022.06                                           |
| 한글에 함축된 음양 배속, 오행 상생, 천지인 삼원 사상 고찰 부산대학교 한국민족문화연구소, 한국민족문화 81, 2022.03            |
| 민속신앙의 원형으로서 간명일장금(看命一掌金)의 십이성과 십이지의 연관성 고찰 한국민족사상학회, 민족사상 15(3), 2021.09       |
| 타로(Tarot) 메이저 아르카나와 음양(陰陽)·삼원(三元)의 상관성 고찰 한국문화융합학회, 문화와 융합 43(4), 2021.04               |
| 훈민정음해례(訓民正音解例)에 의거한 모자음(母子音)오행성명학의 실증사례 분석 한국민족사상학회, 민족사상 14(3), 2020.12       |
| 황제내경(黃帝內經)과 동의보감(東醫寶鑑) 정기신(精氣神)론의 명리학적 적용 고찰 한국학중앙연구원, 한국학 43(2), 2020.06        |
| 조선조 음양과(陰陽科) 명과학(命課學)의 필수과목 원천강(袁天綱) 연구 단국대학교 동양학연구원, 동양학 77, 2019.11              |
| 육자진언(六字眞言) ‘옴마니반메훔’ 소리의 모자음오행 분석 아시아문화학술원, 인문사회21 10(3), 2019.06                         |
| 모자음오행(母子音五行)의 성명학적 적용 연구 동방문화대학원대학교 동양학연구소, 동방문화와 사상 6, 2019.02                    |
| 중국 명리원전 낙록자부주(珞琭子賦注)에 관한 고찰 중국인문학회, 중국인문과학 69, 2018.08                                      |
| 무라야마 지쥰(村山智順)의 조선 점복조사에 대한 비판적 고찰 부산대학교 한국민족문화연구소, 한국민족문화 66, 2018.02           |
| 한국 성명학(姓名學) 연구의 현황과 과제 동방문화대학원대학교 동양학연구소, 동방문화와 사상 3, 2017.08                         |
| 명리원전 명리정종(命理正宗)에 함축된 병약(病藥)사상 고찰 단국대학교 동양학연구원, 동양학 67, 2017.04                         |
| 조선왕조실록에 나타난 사주명리의 반체제적 성향 고려대학교 민족문화연구원, 민족문화연구 72, 2016.08                           |
| 중국 명리원전(命理原典) 낙록자삼명소식부주(珞琭子三命消息賦注) 고찰 영산대학교 동양문화연구원, 동양문화연구 24, 2016.08      |
| 중국 명리원전(命理原典) 이허중명서(李虛中命書) 고찰 중국인문학회, 중국인문과학 62, 2016.04                                   |
| 신재효의 판소리 사설에 나타난 민속신앙 전북대학교 인문학연구소, 건지인문학 15, 2016.02                                       |
| 현대 한국사회의 이름짓기 요건에 관한 고찰: 발음오행 성명학을 중심으로 한국민속학회, 한국민속학 62, 2015.11                   |
| 간지기년(干支紀年)의 형성과정과 세수(歲首)·역원(曆元) 문제 한국학중앙연구원, 정신문화연구 140, 2015.09                       |
| 사시(四時)·월령(月令)의 명리학적 수용에 관한 고찰 한국학중앙연구원, 정신문화연구 136, 2014.09                                |
| 창씨개명 시기에 전파된 일본 성명학(姓名學)의 영향 한양대학교 동아시아문화연구소, 동아시아문화연구 57, 2014.05                |
| 명리학에서 시간(時間)에 관한 논점 고찰: 자시(子時)를 중심으로 원광대학교 원불교사상연구원, 원불교사상과 종교문화 59, 2014.03 |
| 십이지의 상호작용 관계로서 충(衝)·형(刑)에 관한 근원 고찰 한국학중앙연구원, 정신문화연구 132, 2013.09                        |
| 서거정의 명리관(命理觀) 연구: 오행총괄 서(序)와 필원잡기를 중심으로 한국국학진흥원, 국학연구 22, 2013.06                     |
| 사주와 운명론, 그리고 과학의 관계 원광대학교 원불교사상연구원, 원불교사상과 종교문화 55, 2013.03                             |
| 지지(地支)의 상호 변화작용 관계로서 지지합(地支合) 연구 서강대학교 철학연구소, 철학논집 31, 2012.11                          |
| 조선조 명과학(命課學) 시취서(試取書) 서자평(徐子平)에 관한 연구 한국학중앙연구원, 장서각 28, 2012.10                         |
| 성수신앙의 일환으로서 북두칠성의 신앙적 화현 양상 연세대학교 국학연구원, 동방학지 159, 2012.09                               |
| 훈민정음의 제자원리와 역학사상: 음양오행론과 삼재론을 중심으로 서울대학교 철학사상연구소, 철학사상 45, 2012.08               |
| 천간(天干)의 상호 변화작용 관계로서 천간합(天干合) 연구 서강대학교 철학연구소, 철학논집 30, 2012.08                          |
| 현대 한국사회의 이름짓기 방법과 특성에 관한 고찰: 기복신앙적 관점을 중심으로 한국종교학회, 종교연구 65, 2011.12              |
| 민속신앙을 읽는 부호, 십간(十干)·십이지(十二支)에 대한 근원적 고찰 고려대학교 민족문화연구원, 민족문화연구 54, 2011.06       |
| 한국 일생의례의 성격 규명과 주술성 한국학중앙연구원, 정신문화연구 122, 2011.03                                               |
| 조선 전기 이전 사주명리(四柱命理)의 유입 과정에 대한 고찰 서울대학교 규장각한국학연구원, 한국문화 52, 2010.12                |
| 음택풍수의 명당발복 설화를 통해 살펴본 우리 풍수문화 실천민속학회, 실천민속학연구 15, 2010.02                                |
| 세시풍속의 기반 변화와 현대적 변용 비교민속학회, 비교민속학 38, 2009.04                                                      |
| 한국 택일풍속의 전승양상과 특징 한국학중앙연구원, 한국학 32(1), 2009.03                                                      |
| 한국 맹인 점복자의 전개양상 한국역사민속학회, 역사민속학 28, 2008.11                                                         |
| 점복신앙의 미학적(美學的) 의미 한국종교학회, 종교연구 52, 2008.09                                                            |
| 부적에 나타난 북두칠성의 조형성(造形性) 연구 한국무속학회, 한국무속학 15, 2007.08                                            |
| 역서(曆書)류를 통해 본 택일문화의 변화 국립민속박물관, 민속학연구 20, 2007.06                                                |

## 활동경력
인천광역시교육청, 서울대학교 규장각한국학연구원, 원광대학교 동양학대학원, 경기대학교 예술대학원, 한양대학교 융합산업대학원, 경성대학교 경영대학원, 가톨릭관동대학교, 한양대학교 동양학 대토론회 등 특강 다수
SBS 8시 뉴스, SBS 모닝 와이드, SBS 한밤의 TV연예, MBC 생방송 오늘아침, KBS 아침뉴스타임, KBS 뉴스, KBS 추적 60분(운명의 바코드 750105) 등 방송 출연 다수
<조선일보>·<중앙일보>·<매일신문>·<연합뉴스> 등 언론 보도 다수
한국도교문화학회 공동 학술세미나(도교·노자·명리학) 개최 (2019년 12월 7일)
고려대학교 민족문화연구원·법원행정처 <대법원 인명용 한자 확대 방안> 공동 학술세미나 개최 (2022년 11월 18일)

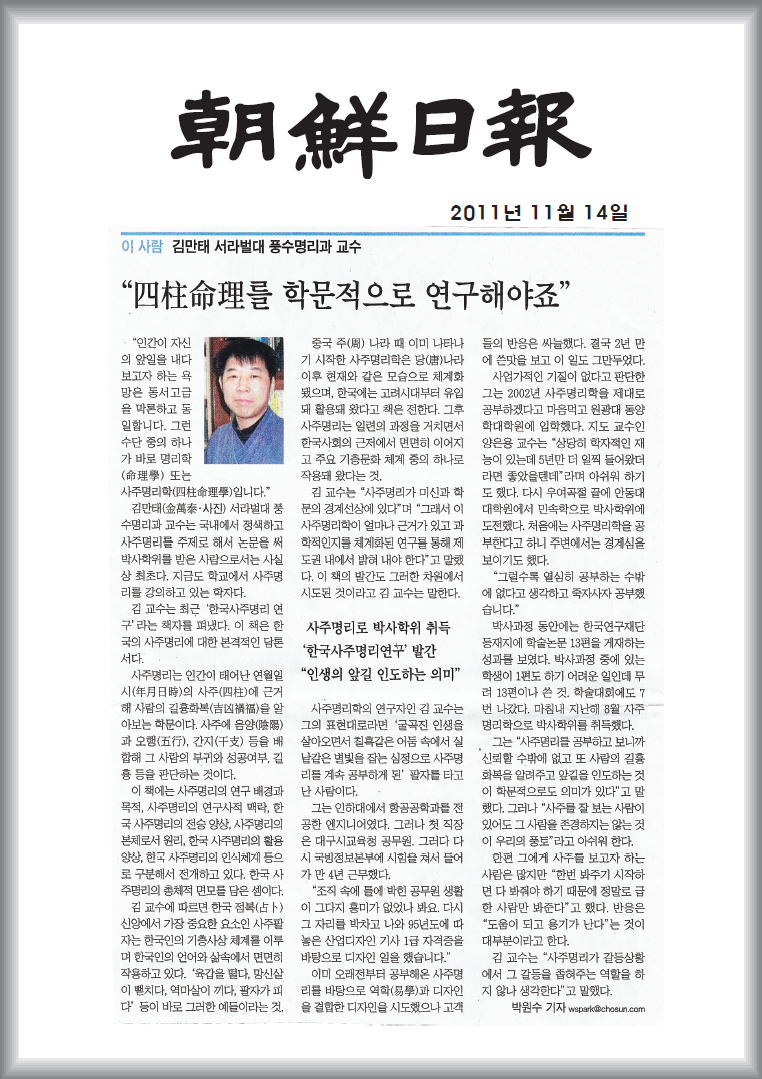
조선일보 (2011년 11월 14일)

국립한글박물관 2022년 <한글문화 강좌> - 한글에 우주의 원리가 담겨 있다? 한글 창제원리와 음양오행설의 이해 (2022년 8월 16일)
국립민속박물관 2025년 을사년 뱀띠해 강연 (2024년 12월 18일)
실천민속학회, 한국민속학회, 대순사상학술원, 아시아문화학술원, 한국명리성명학회, 한국풍수명리철학회 학술세미나 등

## 기타
교육과학기술부 월간지《꿈나래 21》2011년 10월호 ‘십이지에 얽힌 한국인의 정서’

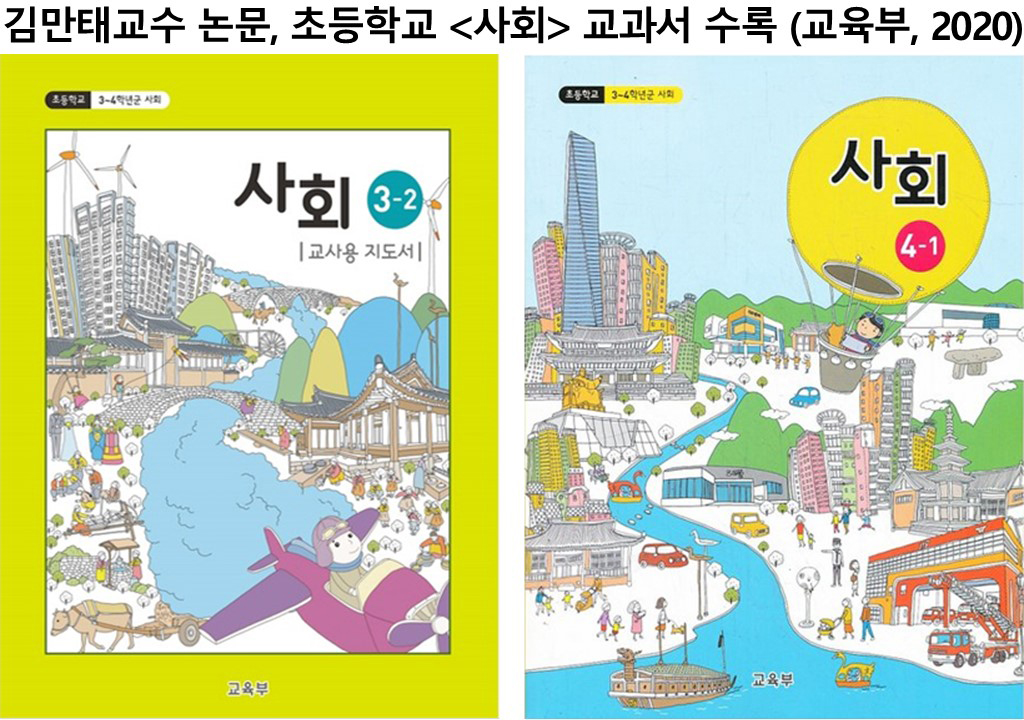
김만태교수 논문 초등학교 사회 교과서 수록 (교육부, 2020년)

김만태교수 논문, 초등학교《사회》(3-2, 4-1)교과서 수록(교육부, 2020년)
인천광역시립박물관《박물관풍경》2023년 겨울호 ‘토정비결, 정초 신년 운수에 거는 희망과 기대’

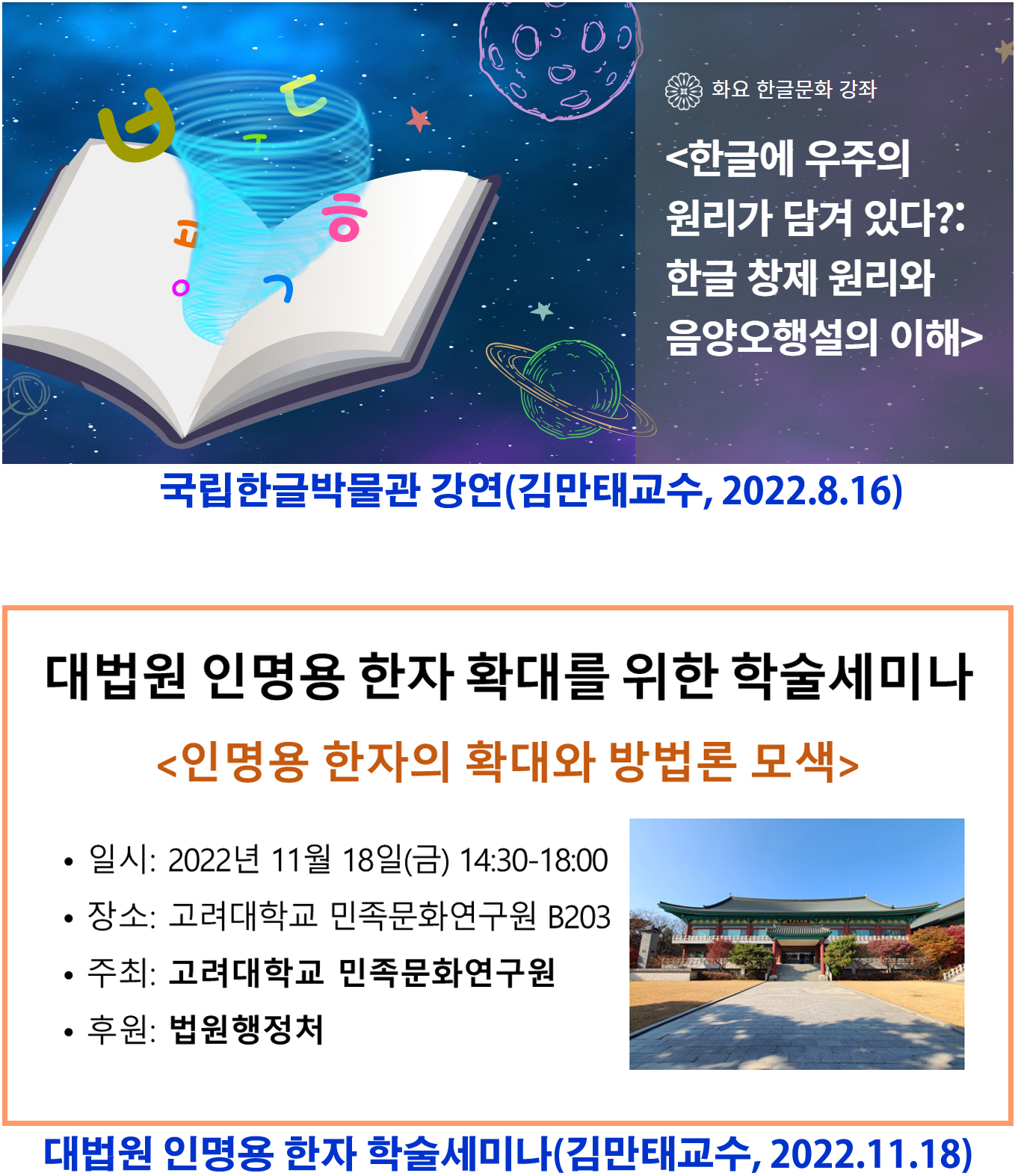
한글문화 강좌 & 인명용 한자 학술세미나 (2022년)

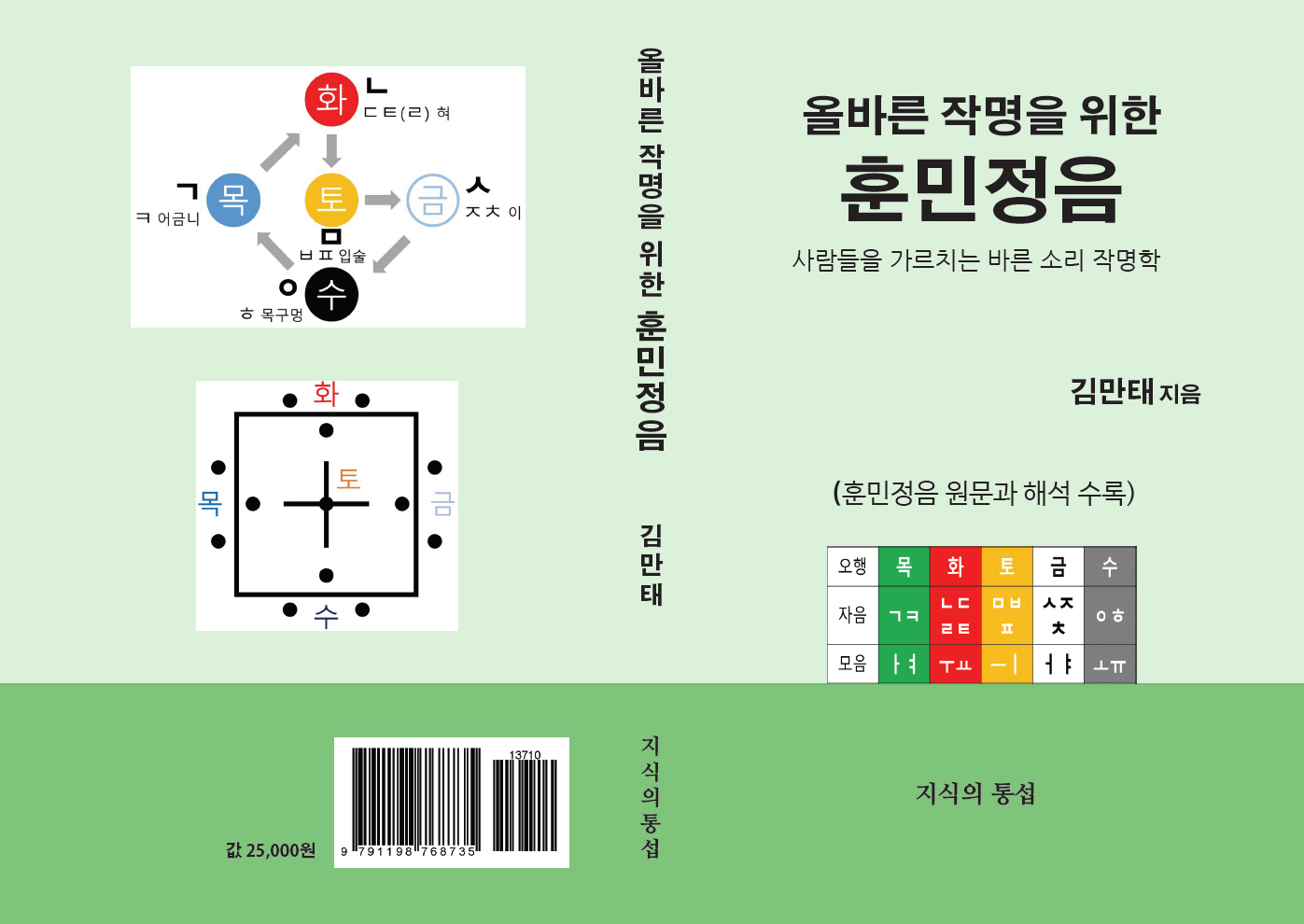
올바른 작명을 위한 훈민정음 (2025년)

국립민속박물관《한국민속대백과사전》민속신앙·일생의례·세시풍속편 일부 집필